# Bouscarle à ailes blanches
Bradypterus carpalis
Espèce
Statut de conservation UICN

 LC  : Préoccupation mineure
La Bouscarle à ailes blanches ou Fauvette à ailes blanches (Bradypterus carpalis) est une espèce d'oiseaux d'Afrique de la famille des Locustellidae.

## Morphologie
Son corps brun de forme arrondie est prolongé par une assez longue queue de la même couleur. Il présente des écailles blanches sur la poitrine, les joues et les épaules. Son ventre est blanc. Le bec, très fin, est noir.

## Comportement

### Vocalisations
C'est un oiseau qui est plus souvent entendu que vu. Le chant est une séquence d'environ 5 s de courts -chirp- un peu métalliques et souvent modulés, qui s'accélèrent au cours de la séquence.

## Répartition et habitat

### Répartition
Cet oiseau très discret vit en Afrique tropicale. Il a été observé à l'est du Burundi, à l'est de la République démocratique du Congo, au sud-ouest du Kenya (notamment près du lac Victoria), au nord et à l'est du Rwanda, au sud de l'Ouganda et au nord de la Zambie.

### Habitat
Il est un des habitants caractéristiques des marais à papyrus, au point qu'il fait partie des espèces qualifiées d'"endémiques du papyrus".

## La Bouscarle à ailes blanches et l'Homme

### Statut et préservation
L'aire de répartition de cet oiseau a été estimée par l'UICN à 91 000 km2. Il y est décrit comme « commun », et même si on a constaté une diminution de sa population, il a été classé par l'IUCN dans la catégorie LC ("préoccupation mineure").

#### Photos et vidéos
- Texte + 1 photo de cette espèce sur le site African Bird Club
- Vidéos et photos sur le site IBC (Internet Bird Collection)